# Robert Joseph McManus
Robert Joseph McManus (Providence, Rhode Island, Estados Unidos, 5 de julho de 1951) é um ministro americano e bispo católico romano de Worcester.
Robert Joseph McManu foi ordenado sacerdote em 27 de maio de 1978.
O Papa João Paulo II o nomeou Bispo Auxiliar da Providência e Bispo Titular de Allegheny em 1º de dezembro de 1998. O Bispo de Providence, Robert Edward Mulvee, o consagrou em 22 de fevereiro do ano seguinte; Os co-consagradores foram Kenneth Anthony Angell, bispo de Burlington, e Louis Edward Gelineau, ex-bispo de Providence. Ele escolheu Cristo Veritatis Splendor como seu lema.
Foi nomeado Bispo de Worcester em 9 de março de 2004 e empossado em 14 de maio do mesmo ano.
De 25 de agosto a 14 de dezembro de 2020, ele também administrou a diocese vaga de Springfield como Administrador Apostólico.